# Robert Gould Shaw
Pour les articles homonymes, voir Robert Gould (homonymie), Gould, Robert Shaw et Shaw.
Robert Gould Shaw (10 octobre 1837 – 18 juillet 1863) est un colonel de l’armée fédérale des États-Unis notoire pour avoir commandé, durant la guerre civile américaine, le 54e régiment d’infanterie du Massachusetts, premier régiment d'un État nordiste constitué de volontaires noirs. Ayant tout fait pour mettre en exergue la bravoure des soldats noirs qu'il dirige, il meurt avec près de la moitié d’entre eux dans l’assaut de Fort Wagner qui protégeait Charleston en Caroline du Sud en 1863. Ce n'est qu'au lendemain de sa mort que ses activités militaires sont publiées. Sa vie est essentiellement connue grâce à son importante correspondance.

## Jeunesse et début de carrière

### Jeunesse
Robert Shaw naît à Boston le 10 octobre 1837, dans une famille de riches abolitionnistes. Il est l’un des cinq enfants et l’unique fils de Francis George et Sarah Blake Sturgis Shaw. Vivant de la fortune héritée du grand-père paternel, Robert G. Shaw, son père consacre son travail au bien du peuple, en particulier à la lutte contre l'esclavage. On trouve alors parmi les relations de la famille des personnalités comme l'abolitionniste William Lloyd Garrison ou le futur gouverneur John Albion Andrew. Alors qu’il a cinq ans, son père investit dans une grande propriété à West Roxbury, près de Brook Farm où s’est installé une société utopique dont les membres aspirent à une vie plus saine et plus simple.
Le père de Shaw subventionne cette société et est proche de son fondateur, George Ripley (en), si bien que la famille y passe beaucoup de temps, y fréquentant quelques notables comme Ralph Waldo Emerson. Toutefois en 1846, la famille de Shaw déménage pour Staten Island où sa mère disposera plus facilement de son médecin. Robert est envoyé dans un collège privé catholique, malgré l'unitarisme de ses parents. Ne supportant pas cette école, il fait une fugue et retourne chez ses parents qui l’y renvoient. En 1851, il part pour l'Europe avec sa famille ; il y visite la Suisse, l'Italie, l'Allemagne, la Suède et la Norvège avant de retourner aux États-Unis en 1856.
Admis à l'université Harvard en 1856, il quitte pourtant l’école avant l’obtention de son diplôme afin de s'associer aux affaires de son oncle, Henry Sturgis. Il n'apprécie pas vraiment cette position, estimant qu’il n’a pas l’âme d’un commerçant.

### Début de la guerre de Sécession
En 1860, après l’élection d'Abraham Lincoln, pour lequel il a probablement voté, la Caroline du Sud déclare son indépendance et les menaces de conflit entre les États du Sud et du Nord se précisent. Shaw déclare que pour sa part, il souhaite que les États du Sud soient reconnus comme indépendants, ou ramenés au sein de l’Union par la force. Il rejoint le 7e d’infanterie de la milice de l'État de New York.
Une semaine plus tard, l’attaque du Fort Sumter par les sudistes déclenche la guerre de Sécession. Le président Lincoln demande la levée d’une troupe de 75 000 hommes afin de protéger la capitale et de mater la rébellion, appel auquel répond rapidement le régiment rejoint par Shaw. Confiant, il écrit à sa sœur Susie : 
« Vous ne devez penser, chère Susie, qu’aucun de nous ne puisse être tué, car il se lève ici une telle force, que l’attaquer serait une folie. »
Alors que son régiment séjourne à Washington, il a l’occasion de rencontrer le président Lincoln qui reçoit l'un de ses amis. Il quitte rapidement le 7e d’infanterie pour se joindre au 2e du Massachusetts en tant que sous-lieutenant le 11 mai 1861. Il rejoint de fait ce régiment une semaine plus tard à Farm Brook où il a passé une partie de son enfance et où s’entraîne sa nouvelle unité. Celle-ci quitte finalement le campement le 8 juillet, parade dans les rues de Boston et atteint Harper’s Ferry le 18. Là, loin des combats, le sous-lieutenant se voit affecter la tâche d’appréhender et de ramener à leurs propriétaires les esclaves en fuite, et ce conformément à la loi fédérale et malgré ses convictions personnelles. Ce n’est qu’un mois plus tard, le 19 août, qu’il entend pour la première fois les armes des rebelles, dont la cavalerie échange quelques coups de feu avec son régiment. Il reste loin des combats pendant encore deux mois avant que son régiment ne reçoive un ordre de marche vers Ball's Bluff où une brigade fédérale est en difficulté.
La bataille s’achève avant leur arrivée, et Robert découvre l’armée fédérale défaite, avec parmi elle certains de ses amis blessés. Le 2e régiment d'infanterie du Massachusetts reste tranquillement à Frederick, Maryland, jusqu'au mois de mars de l’année suivante. Le régiment est alors envoyé sur le front contre le général confédéré Stonewall Jackson, qui disparaît dans les collines. Le régiment, au sein du Corps d’armée du général Nathaniel Prentice Banks, entame une vaine poursuite des troupes sudistes. Finalement renvoyé à Frederick avec son régiment, Shaw commence à envisager de prendre part au commandement d’un régiment de noirs. Dans une lettre du 19 mai, il écrit à son père :

« Vous serez surpris de voir que je suis à Washington. Je suis venu avec le major Copeland pour savoir si je pouvais l’assister dans le projet qu’il a de lever un régiment de noirs. Il dit, très justement, qu’il serait plus sage d’enrôler les hommes du Nord, qui ont eu le courage de fuir, et ont déjà souffert pour leur liberté, que d’aller enrôler de la contrebande à Port Royal ou ailleurs… Copeland souhaite que je prenne avec lui le commandement du régiment de noirs, s’il peut obtenir la permission de le créer, et m’y offre le grade de major. »

### Premiers combats

La bataille d'Antietam.

Alors que Shaw rejoint son régiment, le général Jackson lance sa campagne de la vallée de Shenandoah. Le corps du général Banks auquel appartient le régiment de Shaw est continuellement attaqué par les sudistes et finalement contraint à une retraite vers le Sud. Le 25 mai, Shaw se retrouve avec une partie de l’armée fédérale en pleine retraite dans les rues de Winchester où civils et soldats confédérés leur tirent dessus depuis les immeubles et les rues parallèles. Shaw est sauvé d’une balle de fusil par sa montre en or. Il est fait capitaine le 10 août.
Le 15 septembre, le 2e régiment d'infanterie du Massachusetts se retrouve près d'Antietam Creek. Il participe alors à la journée la plus sanglante de l'histoire des États-Unis, la bataille d'Antietam où il est très légèrement blessé. Cette bataille a une issue incertaine et cause d’importantes pertes aux deux camps. Mais Lincoln prend le prétexte de cette « victoire » pour faire sa Proclamation d'émancipation qui libère les esclaves. R. Shaw se montre sceptique :

« Je suppose que ceci vous enthousiasme tous. Pour ma part, je ne vois quelle avancée pratique ceci peut apporter. Il ne reste aucun esclave là où notre armée est passée, et la Proclamation ne libérera pas ceux qui vivent où nous n’allons pas. »

Durant l’hiver, Robert envoie une lettre à Anna Haggerty pour lui demander de l’épouser. La correspondance ayant été brûlée, on ignore la première réponse de la jeune femme, qui accepte finalement de se marier lors de la visite de Shaw peu après Noël.

## Commandement du54erégimentd'infanterie du Massachusetts

### Formation du régiment
Le 2 février 1863, le père de Robert reçoit une lettre du gouverneur Andrew qui offre à son fils le grade de colonel s’il accepte de commander le 54e régiment du Massachusetts, destiné à être le premier régiment noir de l’Union. Francis Shaw transmet cette offre à son fils qui la décline immédiatement. Toutefois, après avoir consulté certains de ses amis officiers, sa mère et sa future épouse, il revient sur sa décision. Robert rejoint Boston le 15 février et commence le recrutement de son régiment. Le 31 mars, il est promu major, le 17 avril colonel du premier régiment noir de l’Union. Il épouse Anna Haggerty le 2 mai. Un second régiment, le 55e, est rapidement créé du fait de l’afflux de volontaires noirs.
La réaction du Congrès des confédérés est rapide. Il déclare que :

« Tout officier blanc qui commandera durant la guerre en cours des soldats noirs ou mulâtres en armes contre les États confédérés, ou assistera volontairement des Noirs dans une quelconque entreprise militaire, sera jugé pour incitation à l'insurrection d’esclaves, et sera, en cas de capture, passé par les armes, ou puni selon la décision de la cour. »

Cette loi s’applique aussi à tous les autres soldats.

### Difficultés
Le régiment quitte Boston le 28 mai et débarque le 3 juin à Hilton Head, où le général Hunter l’envoie à Beaufort. Sur le chemin, Robert Shaw croise le colonel James Montgomery qui commande une troupe de soldats noirs de contrebande. C’est sous le commandement de ce colonel que Robert Shaw et une compagnie de son régiment participent, malgré ses protestations, au saccage de la bourgade de Darien en Géorgie qui finit brûlée par les troupes fédérales. De retour au camp, Robert écrit à ses relations, en particulier au gouverneur Andrew pour savoir si Montgomery a suivi des ordres du général Hunter. L’information arrive finalement au président Lincoln et le général Hunter est démis de ses fonctions au profit du général Quincy A. Gillmore. Les unités de Shaw et de Montgomery sont placées sous le commandement du général de brigade George C. Strong (en).
Alors qu’il a rejoint son nouveau campement, le régiment apprend le 30 juin, qu’étant composé d’hommes noirs, la solde de chaque soldat sera de 10 dollars, auxquels sont retranchés 3 dollars pour les uniformes, et non de 13 dollars comme pour les soldats Blancs. Shaw en avertit directement le gouverneur Andrew, mais le problème n’est résolu que 18 mois plus tard. Les soldats refusent leurs 10 dollars de solde.
De plus, Shaw commence à penser que son régiment est volontairement laissé loin des combats et cantonné aux tâches ménagères. Le 6 juillet, il s’en plaint à son supérieur le général Strong et demande son transfert dans une zone de combats où les soldats noirs pourront enfin faire leurs preuves.

### Première escarmouche
Le matin du 16 juillet à James Island en Caroline du Sud, quatre compagnies du 54e suivies du 10e du Connecticut sont attaquées par des troupes confédérées. Shaw et ses hommes tiennent tête à l’assaut tandis que l’autre régiment bat en retraite sans subir de pertes importantes. Les troupes noires ont donc prouvé qu’elles étaient en mesure de se battre. Dans une lettre à sa femme, le colonel écrit « … ce que nous avons fait aujourd’hui fera oublier l’affaire de Darien ».

### L’attaque du fort Wagner

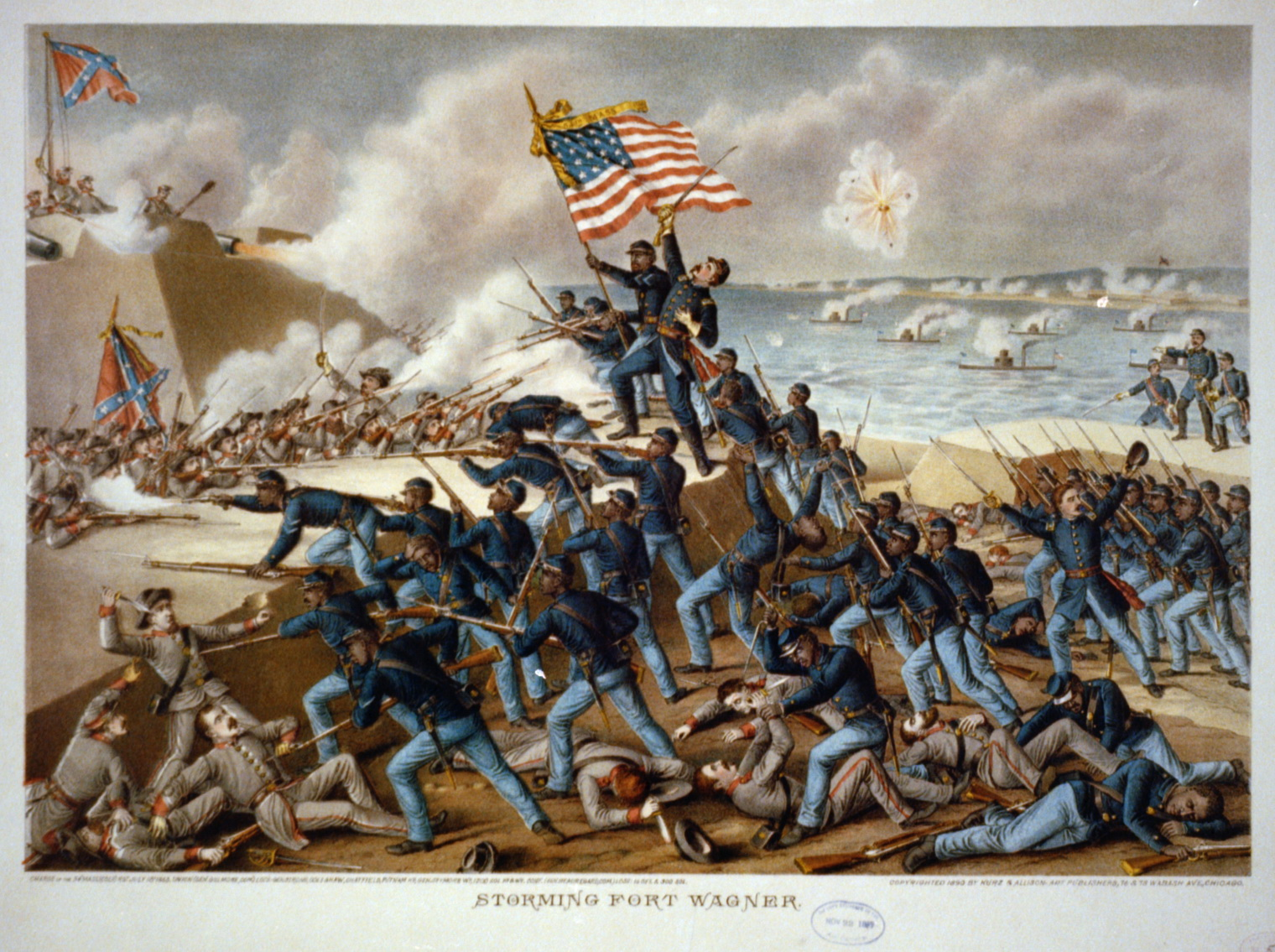
L'assaut du fort Wagner.

Arrivé devant Charleston, Robert Shaw obtient du commandant de sa brigade de laisser son régiment s’illustrer le lendemain en menant l’attaque contre la batterie retranchée dans le fort Wagner protégeant la ville de Charleston.
C’est donc le 54e qui, au travers d’une étroite bande de sable, mène l’assaut de deux brigades fédérales contre le Fort Wagner le 18 juillet 1863. L’attaque est un échec total et les troupes nordistes sont décimées avant de battre en retraite. Menés par leur colonel, les soldats noirs parviennent à s’emparer des parapets du fort, ce qui leur coûte plus de pertes que les autres régiments. Près de la moitié d’entre eux sont tués, ainsi que Robert Shaw, frappé d’une balle en plein cœur alors qu’il incite ses soldats hésitants à prendre d’assaut les murs en criant « En avant 54e ! ».
Les parapets sont tenus par le régiment pendant plus d’une heure, avant que les survivants ne décident de fuir. Le fort ne sera jamais pris lors de cet assaut.

## Après la mort

### Enterrement du colonel
Le colonel est enterré par les soldats du fort dans une fosse commune avec ses soldats noirs.
Finalement, un officier confédéré aurait accepté de rendre aux nordistes la dépouille du colonel mais son père met fin à cette tentative de récupération de la dépouille en déclarant :

« Nous estimons que le tombeau d’un soldat ne saurait être mieux situé que sur le champ d’honneur où il est tombé. »

### Conséquences de la bataille
L'héroïsme de Shaw et de ses soldats permet de réduire le racisme et l’anti-abolitionnisme dans le Nord. Au même moment, les autorités fédérales viennent de perdre le contrôle de la ville de New York, révoltée contre les conscriptions de soldats. L’usage des soldats volontaires noirs, dont la valeur n'est alors plus à prouver, semble donc s’imposer comme une alternative à l’enrôlement de force. Alors qu'à New York les émeutiers brûlent un orphelinat noir, la presse républicaine souligne la différence d’attitude entre l’héroïsme des soldats du 54e et la lâcheté des émeutiers.

« Le New York Tribune affirme que cette bataille « faisait du fort Wagner un symbole aussi puissant pour la race de couleur que celui de Bunker Hill l’était depuis quatre-vingt-dix ans pour les yankees blancs. »

« À travers la fumée des canons, en cette nuit obscure, la vaillance de la race noire brille devant de nombreux yeux qui ne voulaient pas voir. Atlantic Monthly. »

Le 26 août, le président Abraham Lincoln, dans une lettre ouverte aux démocrates écrit :

« Certains des commandants de nos armées sur le terrain, à qui nous devons nos succès les plus importants, sont persuadés que la politique d’émancipation et l’utilisation de troupes de couleur constituent le coup le plus rude que nous ayons jusqu’à présent porté à la rébellion. »

### Mémoire et hommage

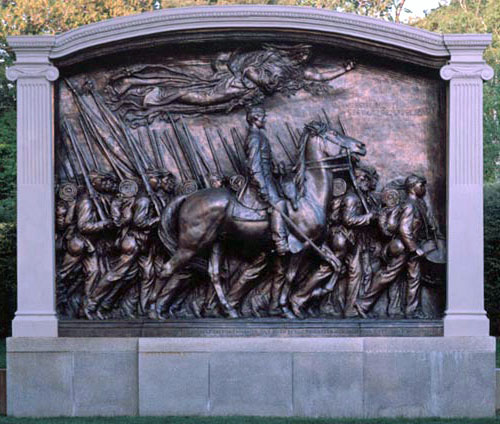
Robert Gould Shaw Memorial.

En 1897, la ville de Boston inaugure, en présence de vétérans du 54e, le Robert Gould Shaw Memorial, en l’honneur de son action et de son régiment. La sculpture, réalisée par Augustus Saint-Gaudens, exigea une douzaine d’années de travail.

« There they march, warm-blooded champions of a better day for man. There on horseback among them, in his very habit as he lived, sits the blue-eyed child of fortune, upon whose happy youth every divinity had smiled.– Discours de Williams James, 31 mai 1897.
(Proposition de traduction : « Les voilà qui marchent, ces héros au cœur vaillant, combattant pour que l'humanité connaisse de meilleurs lendemains. À cheval, au milieu d'eux, et c'est ainsi qu'il a toujours vécu, se tient l'enfant aux yeux d'azur chéri de la fortune ; tout l'Olympe sourit à sa jeunesse heureuse. ») »

Le poète américain Robert Lowell a dédié un poème au colonel Shaw et à ses soldats dans For the Union Dead (1964).
Le compositeur Charles Ives évoque à la fois la figure du colonel Shaw et le Robert Gould Shaw Memorial, dans le premier mouvement des Three Places in New England intitulé  The "Saint-Gaudens" in Boston Common, the Colonel Shaw and his Colored Regiment.
L’histoire de Robert Gould Shaw et de son régiment a été portée à l’écran par Edward Zwick dans son film de 1989, Glory.
Les lettres de Robert Gould Shaw sont exposées à la bibliothèque de l'université Harvard (Cambridge, Massachusetts). Ses lettres montrent que Robert Shaw fut longtemps sceptique vis-à-vis de l'idée de commander des troupes noires et que le mythe entourant le personnage et l'histoire telle que présentée par le film d'Edward Zwick ont exagéré son ardeur et son dévouement à la cause abolitionniste. Il faut toutefois se garder de nier ses évidentes motivations. Quelques jours avant le premier départ de son régiment pour la guerre, il avait écrit :

« Sincèrement, je dois être reconnaissant pour tout mon bonheur et ma réussite dans la vie jusqu’à aujourd’hui ; et si la levée de troupes de couleur se révèle bénéfique à la nation ou aux Noirs… je remercierai Dieu un millier de fois pour m’avoir permis d’y prendre part. »